# Létay Dóra
Létay Dóra (Budapest, 1970. szeptember 4. –) Jászai Mari-díjas magyar színésznő.

## Életpályája
Szülei Létay Gyula és Máté Katalin, egy bátyja van: Létay Dániel, aki révén 3 unokaöccse is van. 1982-ben a Magyar Rádió Gyermekstúdiójában kezdte színészi pályafutását, ahol két évet töltött. 1985-1989 között a Toldy Ferenc Gimnázium tanulója volt. Ezután a középiskolai évei alatt a Pinceszínházban szerepelt, 1986-87-ben. 1989-1993 között végezte el a Színház- és Filmművészeti Főiskolát színész szakon Iglódi István tanítványaként. 1993-94-ben a Budapesti Kamaraszínház következett, majd két évig (1994-1996) a Miskolci Nemzeti Színházban játszott. 1996-1998 között a Szegedi Nemzeti Színházban szerepelt, majd egy évet töltött Zalaegerszegen, a Hevesi Sándor Színházban. 1999 óta szabadúszó. 2005-2009 között a Tv2 Jóban Rosszban című sorozatában szerepelt.
Hobbija: dalszövegírás, jóga.
Kislánya, Emma, aki 2012-ben született. Emma mindössze 4 és fél éves volt, amikor édesapja, Józsa Imre meghalt.

## Színházi szerepei
- Marivaux: A vita....Adine
- Offenbach: Szép Heléna....Juno
- Jókai Mór: A hulla férje....Jeanette
- William Shakespeare: Szentivánéji álom....Hermia
- Knoblauch: A faun....Vivian
- Witkiewicz: Az anya....Dorota
- Shakespeare: Athéni Timon....
- Genet: Cselédek....Claire
- Nagy András: A csábító naplója....A Jansen lány
- Örkény István: Kulcskeresők....Katinka
- Szép Ernő: Háromlevelű lóhere....Iboly
- Barrie: Pán Péter....Vanda
- Russell: Vértestvérek....Linda
- Federico García Lorca: Yerma....II. Fiatalasszony
- Shepard-Wenders-Carson: Párizs, Texas....Jane
- Wilde: Salome....Fiatal Salome
- Hrabal-Menzel: Sörgyári capriccio....Maryska
- Bulgakov: A Mester és Margarita....Margarita
- Loewe: My fair lady....Elisa Doolittle
- Webster: Amalfi hercegnő....Amalfi hercegnő
- Wedekind: Pandora szelencéje (Lulu)....Lulu
- Schiller: Ármány és szerelem....Lujza
- Anton Pavlovics Csehov: A manó....Szerebrjakov felesége
- Szirmai Albert: Mágnás Miska....Marcsa
- Shakespeare: Sok hűhó semmiért....Beatrice
- Csehov: A három húg (Három nővér)....Natasa
- Brecht: Baal....
- Coleman: Sweet Charity....Charity
- Lawler: A tizenhetedik baba nyara....Olive
- Ábrahám Pál: Viktória....Ach-Wong
- Shaffer: Amadeus....Constanze Weber
- Háy Gyula: Isten, császár, paraszt....Borbála
- Eisemann Mihály: Bástyasétány 77....Kerekes Bözsi
- Bacsó Péter: A tanú....Gizi
- Pierre-Augustin Caron de Beaumarchais: Figaro házassága avagy egy bolond nap....Grófnő; Pásztorlány
- Shakespeare: Vízkereszt, vagy amit akartok....Olívia grófnő
- Coward: Vidám kísértet....Elvira
- Menchell: Sírpiknik....Mildred
- Létay Dóra: Szmájli....Szmájli
- Sauvil-Assous: Add kölcsön a feleséged!....Pauline Guéraud
- Slade: Romantikus komédia....Allison
- Shakespeare: Ahogy tetszik....Célia
- Vajda Katalin: Anconai szerelmesek....Dorina, Tomao házvezetőnője
- Eve Ensler: Vagina Monológok

## Filmjei
| - Salome (1996) - Petőfi dalok (1999) - Egyszer élünk [2000) - Torzók (2001) - Papsajt (2002) - Telitalálat (2003) - Playing God (2004) - Most látszom, most nem látszom (2004) - A hetedik kör (2008) | - Valahol Európa - Bástyasétány 77 - Glóbusz (1993) - A valencia-rejtély (1995) - Barátom, Petőfi (1997) - Lámpaláz (1998) - A múzsa csókja (1998) - Kisváros (1999) - Folytassa, Claudia! (2003) - Könyveskép (2004) - A tett halála (2004) - Jóban Rosszban (2005–2009) - Aranyélet (2015) - Holnap Tali! (2017–2018) - Mintaapák (2019) |

## Szinkronszerepei
- A hetedik tekercs: Tessay -
- A guru: Sharonna - Heather Graham
- A gyávaság tollai: Ethne Eustace - Kate Hudson
- A J.K. Rowling-sztori:J.K. Rowling - Poppy Montgomery
- Amerikai Horror Story: Hotel: Elizabeth March/Johnson - Lady Gaga
- A nagykövet lánya: Dr. Sahra Yalçın - Deniz Işın
- Angela: Angela Bellati / Angela Bernal - Angélica Rivera
- A pokolból: Mary Ann Nichols - Annabelle Apsion
- Bűvölet: dr. Barbara Nardi - Agnese Nano
- Címlapsztori: Peggy Grant - Mary Brian
- Csodacsibe: Veress Fondorka - Amy Sedaris
- Elizabeth: Isabel Knollys - Kelly Macdonald
- Esti mesék: Aspen - Lucy Lawless
- Fejcserés támadás: Julie Lott - Vivica A. Fox
- Félelem és reszketés Las Vegasban: szőke tv-riporter – Cameron Diaz
- Golyózápor: Donna Quintano - Monica Bellucci
- Halálos éjszaka: Joanna - Lindsay Wagner
- Harmadik műszak: dr. Sara Morales - Lisa Vidal
- Jack és Jill: Jacqueline 'Jack' Barrett - Amanda Peet
- Kémjátszma: Elizabeth Hadley - Catherine McCormack
- Ki nevel a végén?: Stacy - Krista Allen
- Lovagregény: Lady Jocelyn - Shannyn Sossamon
- Miért éppen Alaszka?: Shelly Tambo - Cynthia Geary
- Nem kellesz eléggé: Anna Marks - Scarlett Johansson
- Néma düh: Alison Halman - Toni Kalem
- Neveletlen hercegnő: Gupta igazgatónő - Sandra Oh
- New York sűrűjében: Sarah Day - Kim Dickens
- Norm Show: Taylor Clayton - Nikki Cox
- Nyomás!: Ronna Martin - Sarah Polley
- Pop, csajok, satöbbi: Penny - Joelle Carter
- Rókamese: Sarah Watkins - Maggie Smith
- Sebzett szívek: Antonia Castellanos - Renée Varsi
- Sulihuligánok: Nicole - Ellen Pompeo
- Szerelem a végzeten: Sara Thomas - Kate Beckinsale
- Szex és New York: Samantha Jones - Kim Cattrall
- Titánok (2000): Heather – Yasmine Bleeth
- Tiltott szerelem: Fátima Romero - Mirela Mendoza
- Vad szenvedélyek: María L. Méndez de Ledesma-Guelar - Carina Zampini
- Várj, míg sötét lesz: Susy Hendrix - Audrey Hepburn
- V.I.P. – Több, mint testőr: Nikki Franco - Natalie Raitano
- Xanadu: Kira - Olivia Newton-John

## Díjai és kitüntetései
- Domján Edit-díj (2001)
- Sztankay István-díj (2017)
- Jászai Mari-díj (2019)